# Złotorostnica obrostowa
Złotorostnica obrostowa (Xanthoriicola physciae (Kalchbr.) D. Hawksw.) – gatunek workowców. Grzyb naporostowy.

## Systematyka i nazewnictwo
Pozycja w klasyfikacji według Index Fungorum: Incertae sedis, Incertae sedis, Incertae sedis, Incertae sedis, Pezizomycotina, Ascomycota, Fungi.
Po raz pierwszy opisał go w 1865 r. Károly Kalchbrenner, nadając mu nazwę Gymnosporium physciae. Obecną nazwę nadali mu David Leslie Hawksworth w 1973 r. Synonimy:
- Coniosporium physciae (Kalchbr.) Sacc. 1886
- Gymnosporium physciae Kalchbr. 1865[3].

Należy do monotypowego rodzaju Xanthoriicola D. Hawksw. 1973. Polska nazwa według Wiesława Fałtynowicza.

## Morfologia
Znana jest tylko anamorfa, która rozwija się na owocnikach porostów z rodzaju Xanthoria (złotorost), głównie na złotoroście ściennym (Xanthoria parietina). Na tarczkach żywiciela tworzy czarniawe askokarpy, wyraźnie różniące się barwą od żółtych owocników obrostu. Konidiofory brązowe, zanurzone, rozgałęzione, o gładkich ściankach. Komórki konidiotwórcze szeroko kubeczkowate. Konidiogeneza enteroblastyczna. Konidia ciemnobrązowe do prawie czarnych, kuliste, o średnicy 3–6 µm, oddzielone, z brodawkowatymi ściankami, wytwarzane pojedynczo, nie w łańcuszkach.

## Występowanie i siedlisko
W Europie jest szeroko rozprzestrzeniony, podano jego stanowiska także w Afryce. W Polsce w 2003 r. W. Fałtynowicz przytoczył 6 stanowisk na owocnikach złotorostu ściennego (Xanthoria parietina).